# Блюдце для ложек

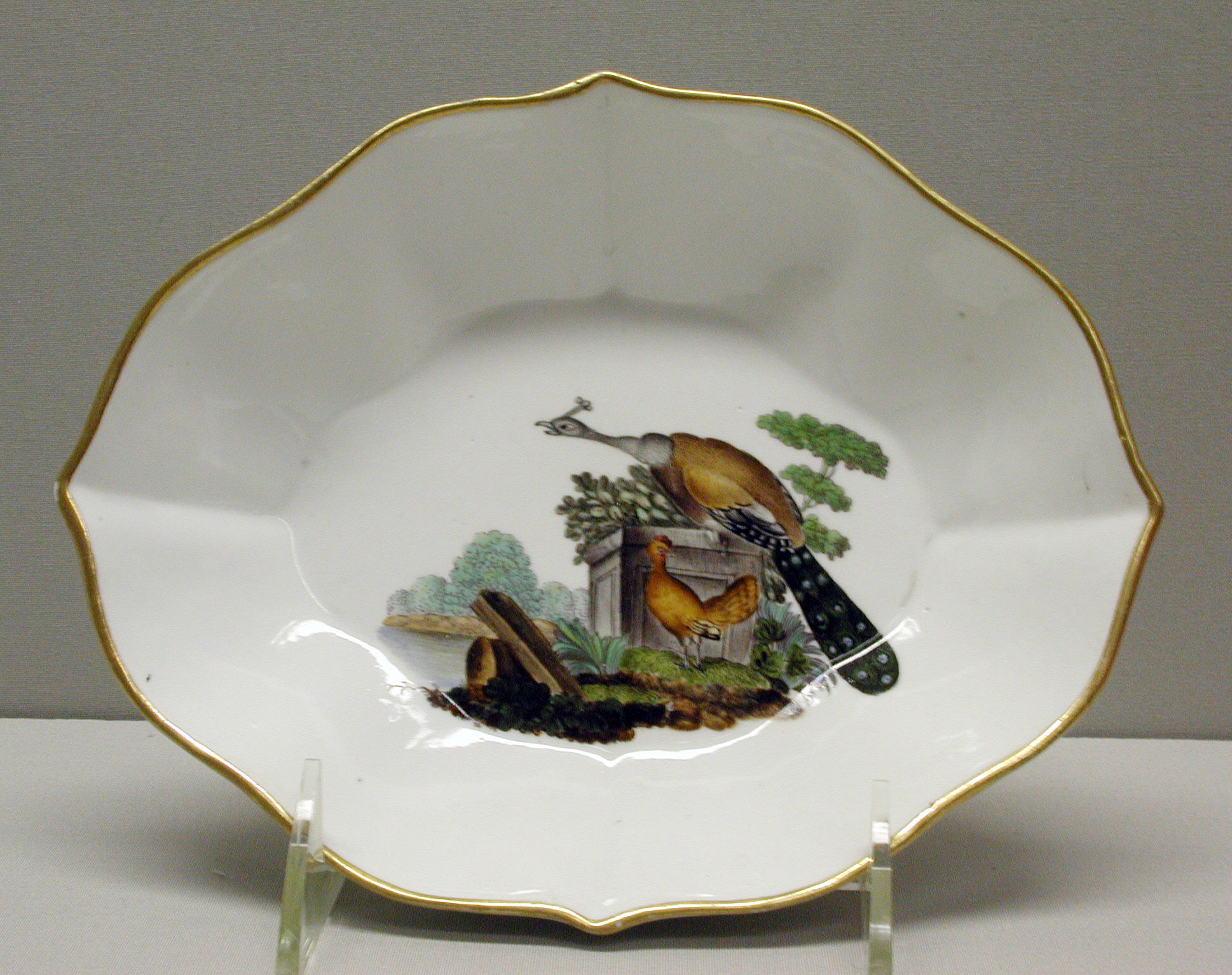
Фарфоровое блюдце для ложек

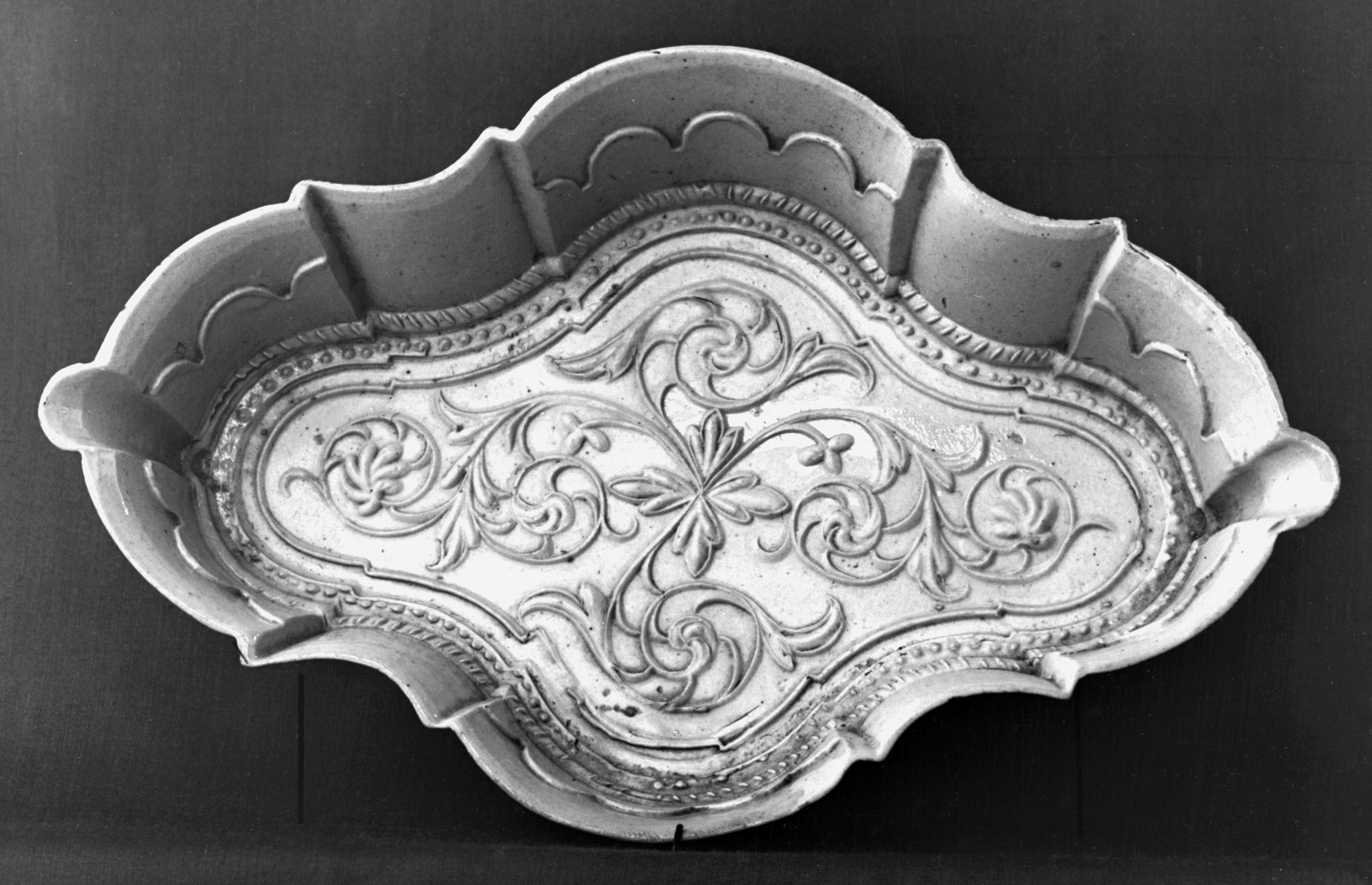
Серебряное блюдце для ложек

Блюдце для ложек (англ. spoon boat, boat for spoons, spoon tray, spooner) — элемент чайного сервиза, специальное блюдце для размещения чайных ложек, кратковременно популярное в Англии в XVIII веке.
Серебряные блюдца появились в обиходе около 1690 года, иногда по рисунку напоминая подставку под чайник. Вероятно, их появление обусловлено тем обстоятельством, что в то время было принято пить чай из блюдца, поэтому на него невозможно было положить чайную ложку. Уже с 1722 года начался импорт китайских фарфоровых блюдец для ложек, сами блюдца в то время всё ещё были новинкой. Импорт фарфора, как и в случае с другими предметами чайного сервиза, видимо, сократил английское производство аналогов из серебра.
Блюдца для ложек как часть чайного сервиза вышли из моды к 1790-м годам.